# Пария (залив)
Па́рия (англ. Gulf of Paria; исп. Golfo de Paria) — залив Карибского моря, ограниченный берегом Венесуэлы, включая полуостров Пария, и островом Тринидад. Соединён проливом Бокас-дель-Драгон с остальной частью Карибского моря, а проливом Бока-де-ла-Сьерпе — с Атлантический океаном.
Площадь — 7800 км², глубина — до 22 м. Для залива характерны сильные (более 3,5 км/ч) приливные течения.
Был открыт Христофором Колумбом. От него залив изначально получил название Golfo de la Ballena (с исп. — «Залив китов»).
На берегах залива Пария развито рыболовство. Важнейшие порты на заливе — Порт-оф-Спейн (столица Тринидада и Тобаго), Пойнт-Лизас, Сан-Фернандо (также находятся в Тринидаде и Тобаго), Педерналес (Венесуэла).